# Jean-Baptiste Pater
Jean-Baptiste Pater, né le 29 décembre 1695 à Valenciennes et mort le 25 juillet 1736 à Paris, est un peintre rococo français.

## Biographie
Fils d’Antoine Joseph Pater, maitre sculpteur, et de Jeanne Élisabeth de Fontaine, il fut d’abord élève de son père qui lui apprit la sculpture. Il abandonna la sculpture au profit de la peinture pour entrer, en 1706, chez un peintre de la guilde de Saint-Luc à Valenciennes, Jean-Baptiste Guidé. Vers 1709-1711, Antoine Watteau, étant de retour à Valenciennes, son père le confie au maître dont il a réalisé un portrait. Monté à Paris, il travaille avec ce dernier, avant que le caractère difficile de Watteau ne les amène à se séparer en 1713.
Il revient à Valenciennes, et tente d’y faire carrière, mais rencontre l’opposition de la corporation de Saint-Luc de la ville qui veut l’en empêcher car il ne fait pas partie de ses membres. Il reprend donc le chemin de la capitale lorsque, en 1720, pris de remords à la toute dernière extrémité de sa vie, Watteau le réclame auprès de lui, durant le dernier mois qui lui reste à vivre, afin de lui prodiguer ses derniers conseils. Il dira plus tard avoir plus appris au cours de ces trois semaines de vie en commun que pendant ses années d’apprentissage. Il fonda donc sa carrière sur l’imitation des fêtes champêtres du maitre avec lequel il s’était réconcilié et termina même certaines commissions après sa mort.
Agréé à l’Académie le 7 juillet 1725 sur un portrait de Hallé, il fut reçu le 31 décembre 1728, avec Une fête champêtre. Réjouissance de soldats comme morceau de réception, « dans le talent particulier des fêtes galantes. » Comme Lancret, il a puisé ses sujets, pour ses scènes de foire, de la vie militaire ou de la comédie italienne, dans le théâtre et les fables.
Ses clients les plus prestigieux étaient Frédéric le Grand, qui a posé pour deux portraits de « turqueries » : Le Sultan au Harem et Le Sultan au Jardin et possédait plus de quarante tableaux de lui, et le duc de La Force.
De santé délicate, malade, il rédige son testament le 28 juin 1736, en faveur de sa sœur Marie-Marguerite Pater. Il mourut dans son logement de la rue Quincampoix à Paris. Ses funérailles eurent lieu en l’église Saint-Nicolas-des-Champs, et il fut sans doute inhumé au cimetière des Innocents.

## Œuvres
- Réunion d’acteurs de la comédie italienne dans un parc, 1715-1730, 24 × 32 cm, Paris, Musée du Louvre[4]
- Fête dans un parc, début 1720, huile sur toile, 53 × 64 cm, Wallace Collection, Londres[5]
- Fête galante près d'une fontaine, 1722-1724, huile sur toile, 65 × 81 cm, Wallace Collection, Londres[6]
- Fête galante avec un couple de danseurs, 1725-1726, huile sur toile, 53 × 64 cm, Wallace Collection, Londres[7]
- Fête galante avec six personnages près d'une fontaine, vers 1728, huile sur toile, 46 × 39 cm, Wallace Collection, Londres[8]
- Les Vivandières de Brest, vers 1728, huile sur toile, 47 × 59 cm, Wallace Collection, Londres[9]
- Baignade, vers 1730, huile sur toile, 64 × 85 cm, Wallace Collection, Londres[10]
- Le Concert amoureux, 1730-1733, huile sur toile, 57 × 46 cm, Wallace Collection, Londres[11]
- Le Colin-maillard, 1730-1733, huile sur toile, 57 × 46 cm, Wallace Collection, Londres[12]
- La Danse, 1730-1733, huile sur toile, 57 × 46 cm, Wallace Collection, Londres[11]
- La Conversation intéressante, 1730-1733, huile sur toile, 57 × 46 cm, Wallace Collection, Londres[13]
- Les Plaisirs du bal, 1730-1736, huile sur toile, 55 × 64 cm, Wallace Collection, Londres[14]
- Le Plaisir de l'été, 1730-1740, huile sur toile, 46 × 36 cm, Wallace Collection, Londres[15]
- La Foire à Bezons, v. 1733, huile sur toile, 106,7 × 142,2 cm, New York, Metropolitan Museum of Art[16]
- Le Boudoir (Conte de La Fontaine), vers 1733, huile sur toile, 32 × 40 cm, Wallace Collection, Londres[17]
- Les Aveux indiscrets (Conte de La Fontaine), vers 1734, huile sur toile, 44 × 55 cm, Collection particulière[18]
- Fête galante dans un paysage côtier, 1733-1734, huile sur toile, 53 × 64 cm, Wallace Collection, Londres[19]
- Chasse chinoise, (esquisse du tableau d’Amiens), 1736, pour la Petite Galerie de Louis XV à Versailles, 55 × 46 cm[20]

en France
- Autoportrait [?], huile sur toile, 80 × 62,5 cm, Valenciennes, musée des Beaux-Arts ;
- Baigneuses dans un parc, huile sur toile, 66 × 82,5 cm, Grenoble, musée de Grenoble ;
- Baigneuses, inachevé, huile sur toile, 66 × 82,5 cm, Grenoble, musée de Grenoble ;
- Conversation galante dans un parc, huile sur toile, 48 × 39 cm, Paris, département des Peintures du musée du Louvre ;
- Fête champêtre, huile sur toile, 32 × 39 cm, Rennes ; musée des beaux-arts ;
- Gibier mort, huile sur toile, 37,5 × 46 cm, Paris, département des Peintures du musée du Louvre ;
- La Baigneuse, huile sur toile, 16,5 × 20,5 cm, Paris, département des Peintures du musée du Louvre ;
- La Balançoire, huile sur toile, 88 × 135 cm, Versailles ; musée national des châteaux de Versailles et de Trianon ;
- La Danse, huile sur toile, cm, Versailles ; musée national des châteaux de Versailles et de Trianon ;
- La Pêche, huile sur toile, 100 × 149 cm, Versailles ; musée national des châteaux de Versailles et de Trianon ;
- La Toilette, huile sur toile, 47 × 37,5 cm, Paris, département des Peintures du musée du Louvre ;
- Le Concert champêtre, huile sur toile, 86 × 134 cm, Versailles ; musée national des châteaux de Versailles et de Trianon ;
- Le Concert champêtre, huile sur toile, 86 × 134 cm, Valenciennes, musée des Beaux-Arts ;
- Le Dénicheur de moineaux, huile sur toile, 36,5 × 43,5 cm, Valenciennes, musée des Beaux-Arts ;
- Le Repas champêtre, huile sur toile, 87 × 135 cm, Versailles ; musée national des châteaux de Versailles et de Trianon ;
- Les Délassements de la campagne, huile sur toile, 75,5 × 100 cm, Valenciennes, musée des Beaux-Arts ;
- Les Plaisirs du bal, d’après Watteau, huile sur toile, 55,3 × 70 cm, coll. privée ;
- Marche de troupes, huile sur toile, 47 × 56 cm, Caen ; musée des beaux-arts ;
- Portrait de Marguerite-Marie Pater, huile sur toile, 79,2 × 62,9 cm, Valenciennes, musée des Beaux-Arts ;
- Scène de camp militaire, 1720, 41,9 × 63,5 cm, Amiens ; musée de Picardie ;
- Une fête champêtre. Réjouissance de soldats, 1728, morceau de réception, huile sur toile, 32 × 39 cm, Paris, département des Peintures du musée du Louvre.
- Personnages sous une tente - Fondation Bemberg Toulouse

en Allemagne
- Bataille arrivée dans le tripot, qui trouble la comédie, 1729-1732, huile sur toile, 28,6 × 38,2 cm, Potsdam, Palais de Sanssouci ; tableau interprété en gravure par Edme Jeaurat pour Le Roman comique de Paul Scarron[21].

aux États-Unis
- Worcester, Worcester Art Museum ;
  - La Dance[22].

Dates non documentées
- L'Amour et le badinage, huile sur toile, 42 × 56 cm, Collection privée, Vente Piasa 2003[23]

## Galerie

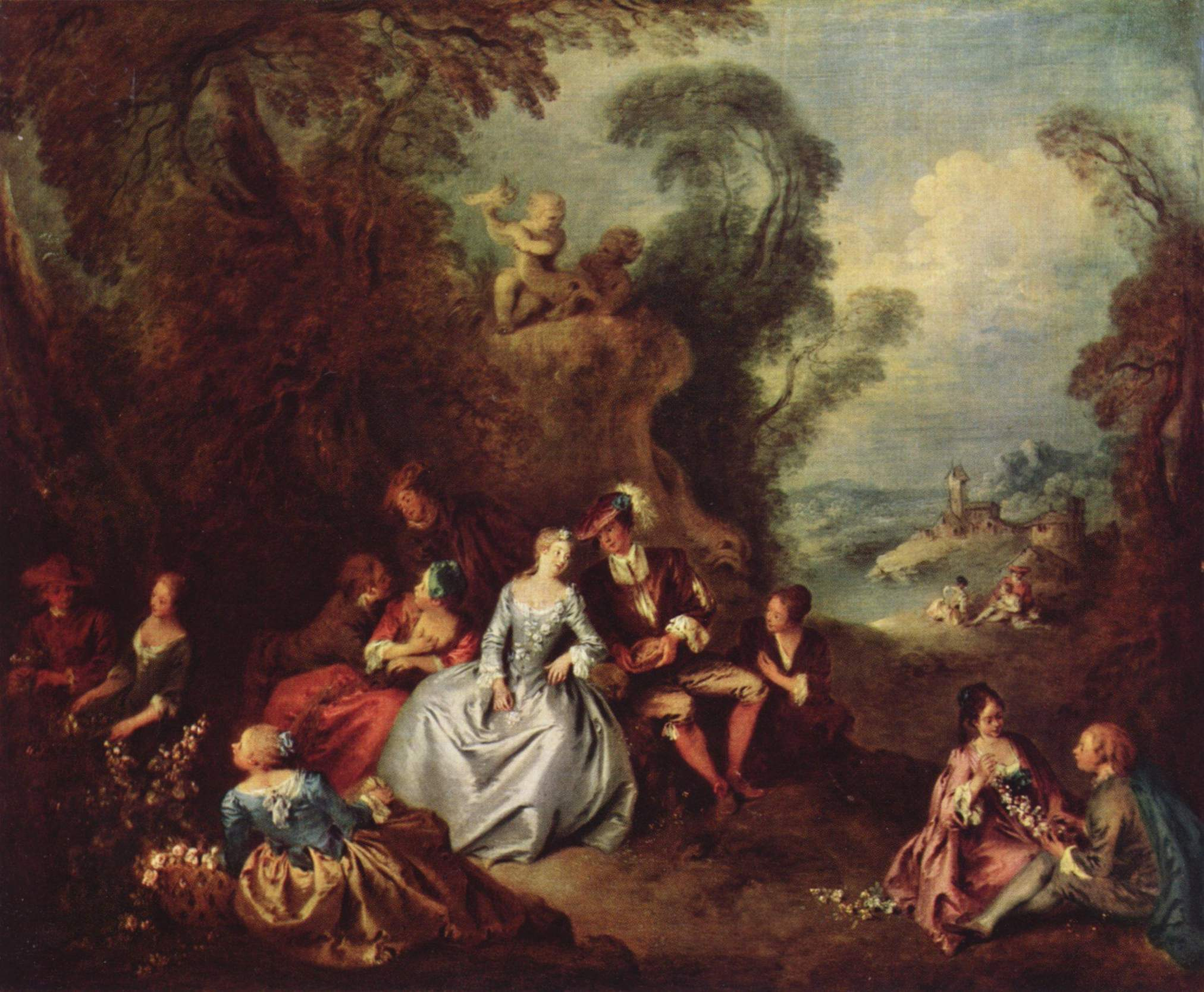
Les Joies de la vie rurale, Munich, Alte Pinakothek
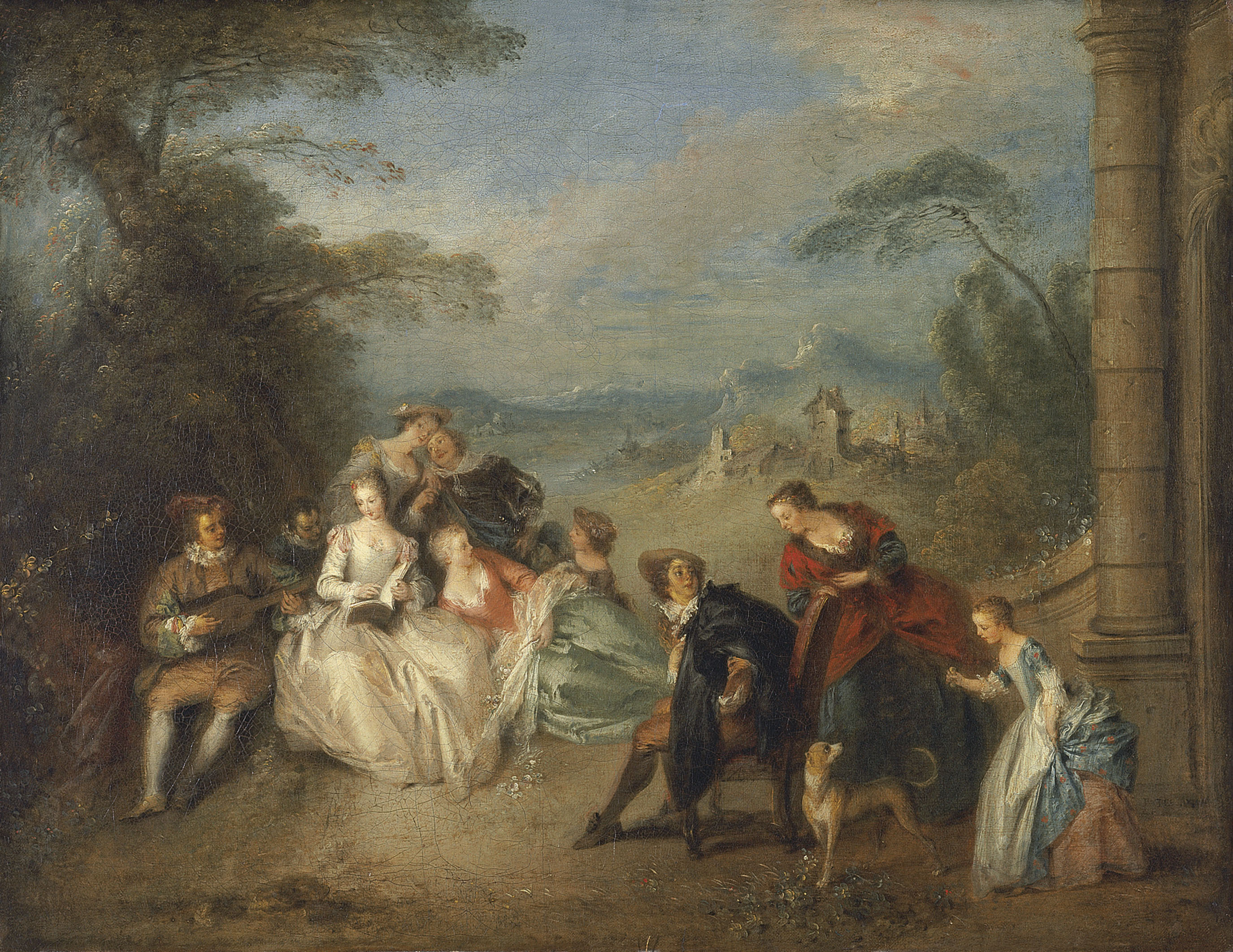
Concert champêtre, 1734, musée Thyssen-Bornemisza
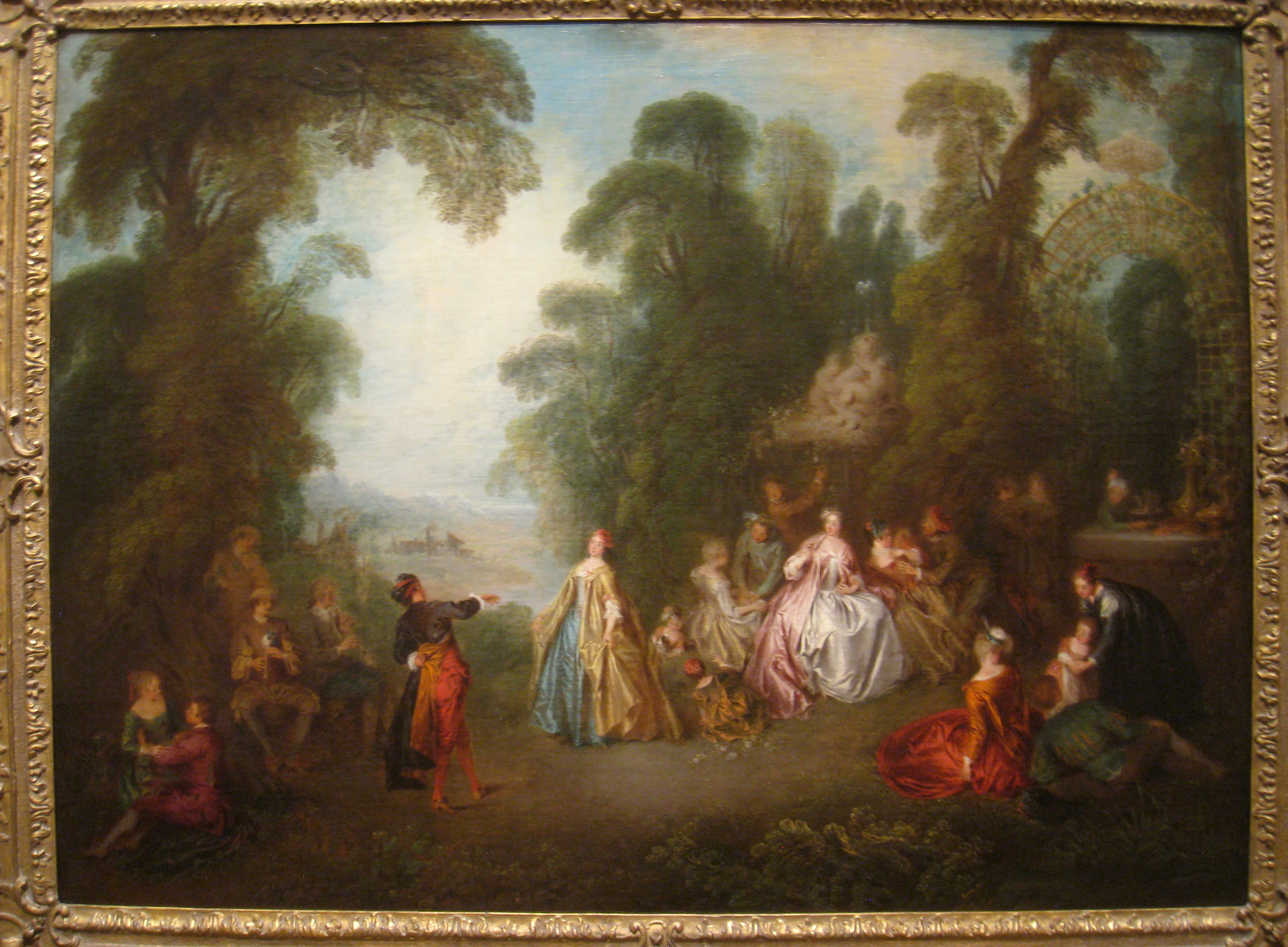
La Danse, Worcester Art Museum
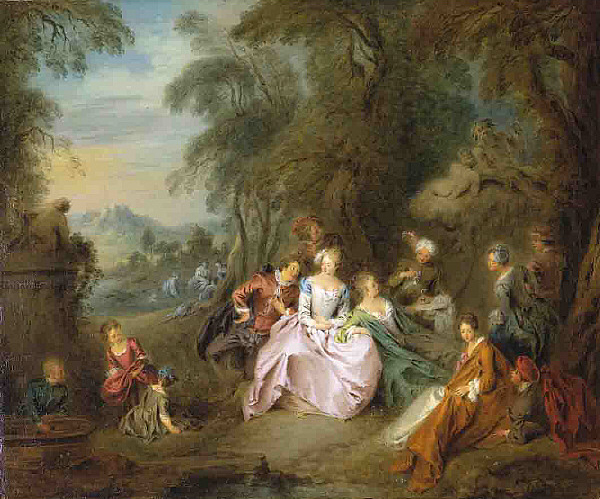
Repos au parc, Musée d'art de Saint-Louis
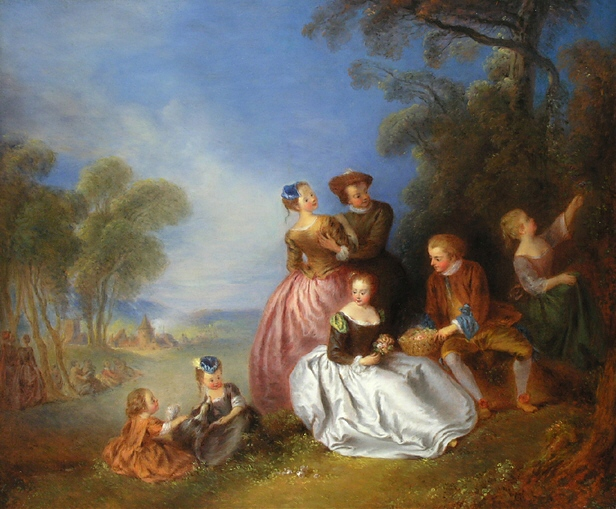
Excursion de famille à la campagne, coll. particulière
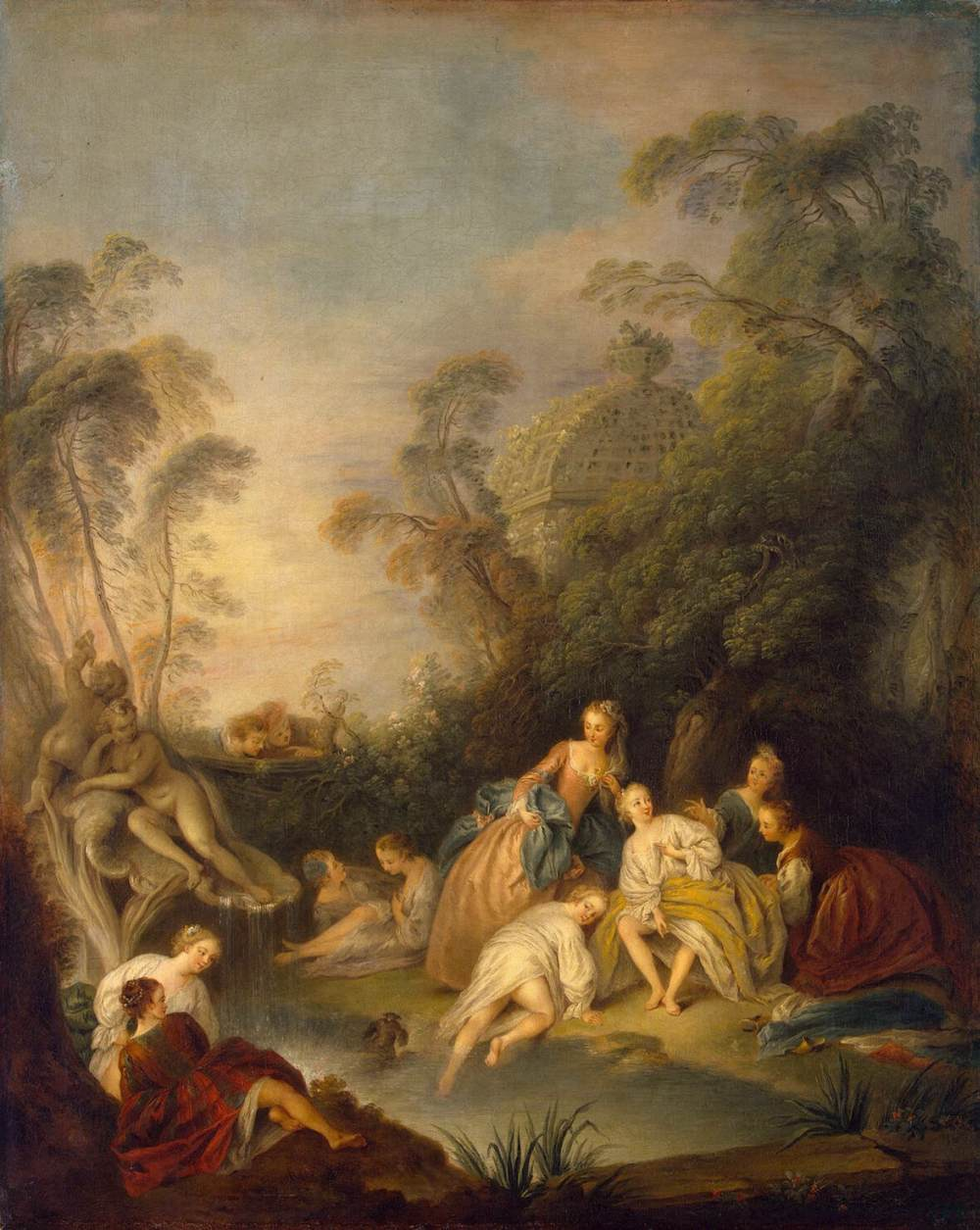
Les Baigneuses, musée de l'Hermitage
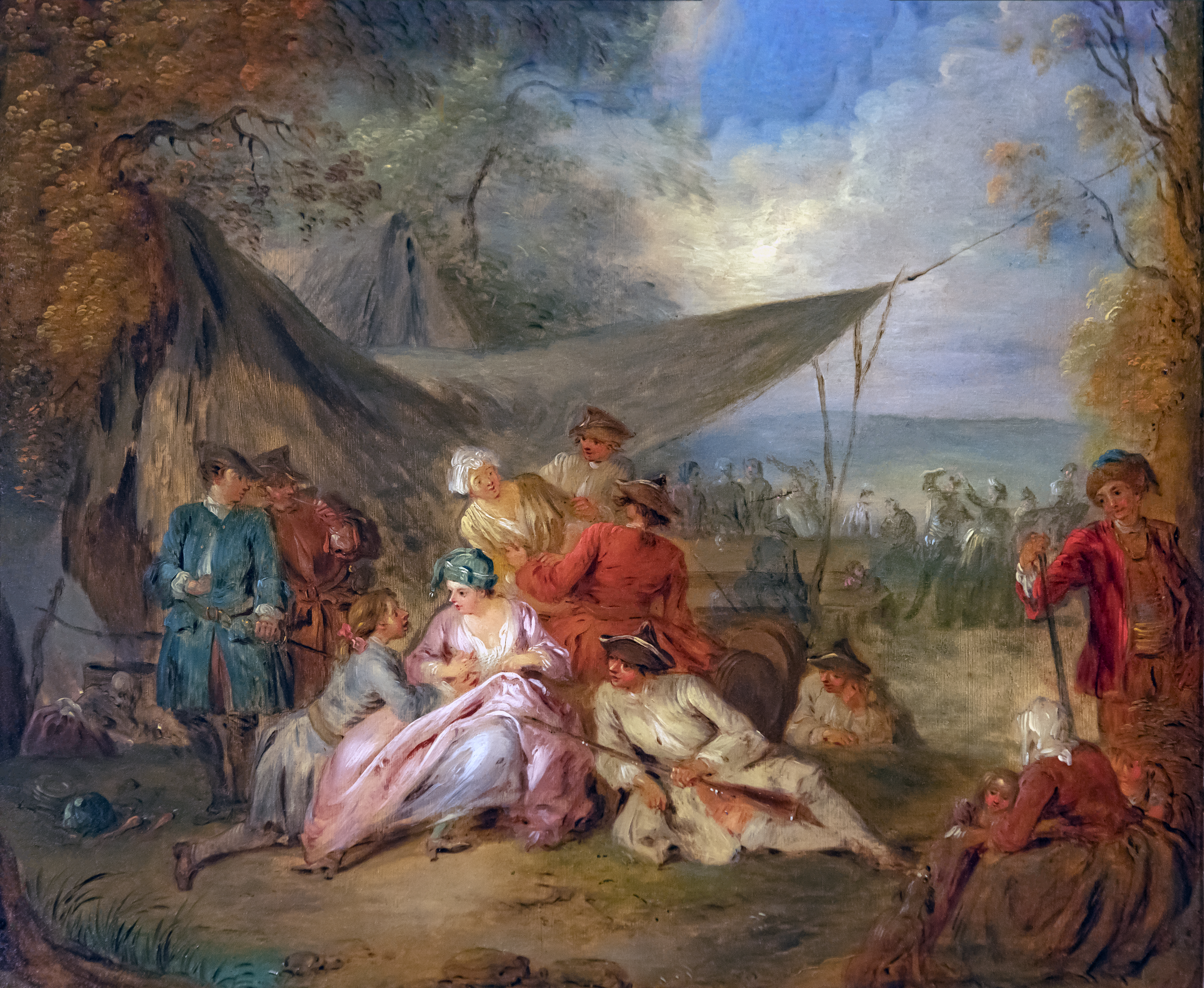
Personnages sous une tente - Fondation Bemberg